# Idea Store
L'Idea Store de Londres és un tipus de centre de comunitat educativa que ofereix serveis de biblioteca juntament amb cursos d'aprenentatge d'adults i esdeveniments i activitats diverses. Va ser iniciat el 1999 pel Borough of Tower Hamlets. Els centres programen activitats com ara classes de ball, classes d'ordinador, biblioteques, i clíniques mèdiques. Els espais solen estar situats en zones amb molt de flux de vianants. Des que es va obrir la primera Idea Store, el 2002 a Bow, moltes altres han obert també a Londres: Chrisp Carrer (2004), Whitechapel (2005), Canary Wharf (2006), i Watney Market (2013).